# NGC 1366
NGC 1366 (другие обозначения — ESO 418-10, MCG -5-9-13, PGC 13197) — линзообразная галактика (S0) в созвездии Печь.
Этот объект входит в число перечисленных в оригинальной редакции «Нового общего каталога».
В NGC 1366 находится большая звездная область, кинематически отделенный от основной части галактики и противоположно вращающаяся. Звёзды этой области моложе, но имеют почти такую же металличность. В отличие от большинства галактик, с вращающимися в противоположных направления областями, ионизированный газ, обнаруженный в NGC 1366, не связан ни с вращающимся в противоположном направлении звездным компонентом, ни с основным телом галактики.
Возможно, что NGC 1366 находится на промежуточной стадии процесса формирования.
Галактика входит в Скопление Печи.
Галактика NGC 1366 входит в состав группы галактик NGC 1399. Помимо NGC 1366 в группу также входят ещё 41 галактика.